# モンタナリ (小惑星)
モンタナリ (8421 Montanari) は、メインベルトにある小惑星。1996年12月2日に、ボローニャにあったサン・ヴィットーレ天文台 (Osservatorio San Vittore) で発見された。アルゴルが変光星であることを発見した他、月面の地図を作成したことで知られる17世紀イタリアの天文学者ジェミニアーノ・モンタナリにちなんで命名された。